# Эйтенхахе
Эйтенхахе, или Эйтенхаге (англ. Uitenhage) — город в ЮАР, расположенный в Восточно-Капской провинции. Основан 25 апреля 1804 года. Статус самостоятельного муниципального образования приобрёл в 1877 году. С 2001 года вместе с городами Порт-Элизабет и Деспатч входит в состав городского округа Бухта Нельсона Манделы.
Город наиболее известен в связи с тем, что в нём расположен завод по производству автомобилей концерна Volkswagen. Этот завод является крупнейшим автосборочным предприятием в Африке. В Эйтенхахе расположен также завод шинного концерна Goodyear.